# Giovannino Guareschi
Giovannino Guareschi, de nom complet Giovannino Oliviero Giuseppe Guareschi, (1 de maig de 1908, Roccabianca, Parma - † 22 de juliol de 1968, Cervia, Ravenna) fou un periodista i escriptor italià.
La seva creació més famosa és Don Camillo, un mossèn de poble que parla amb el Crist de l'altar major de la seva església. El seu antagonista és l'alcalde comunista d'un petit poble de província, Brescello, en Peppone, dividit entre la feina del seu taller i els afers de la política.

## Biografia
Va néixer al si d'una família de classe mitjana, el seu pare, Primo Augusto Guareschi, era comerciant, i la seva mare, Lina Maghenzani, era mestre d'escola del poble. El 1926 la família queda arruïnada i Giovannino no pot acabar els estudis.
Després d'haver intentat algunes feines absolutament precàries, començà a escriure per al diari local. El 1929 es converteix en redactor de la revista satírica Corriere Emiliano. Des del 1936 fins al 1943 i havent estat cridat pel seu director, Cesare Zavattini, Guareschi fou redactor cap d'una revista destinada a una discreta notorietat, Bertoldo.
Durant la Segona Guerra Mundial, Guareschi ataca sense por els afers que més li semblaven que eren mereixedors de crítica, realitzant així una sèrie de crítiques al govern de Benito Mussolini. El 1943 s'allista a l'exèrcit, la qual cosa l'ajudà a evitar problemes amb les autoritats feixistes.
Quan Itàlia signà l'Armistici de Cassibile amb l'exèrcit aliat, Guareschi es trobava al Front Oriental, i fou arrestat i reclòs en un camp de presoners alemany de Polònia, i després a Alemanya uns altres dos anys amb altres soldats italians: els IMI (Internats MIlitars Italians). Totes les seves experiències les descrigué al seu Diari clandestí.